# Stellaria lanata
Stellaria lanata är en nejlikväxtart som beskrevs av Joseph Dalton Hooker, Michael Pakenham Edgeworth och Hook. f. Stellaria lanata ingår i släktet stjärnblommor, och familjen nejlikväxter. Inga underarter finns listade i Catalogue of Life.